# Ahmadabad-e Mollamas
Ahmadabad-e Mollamas (perski: احمد اباد مله ماس) – wieś w zachodnim Iranie, w ostanie Kermanszah. W 2006 roku miejscowość liczyła 152 osoby w 35 rodzinach.